# Effon Alaiye
Effon Alaiye – miasto w południowo-zachodniej Nigerii w stanie Ekiti. Liczy według szacunków na 2007 rok ok. 300 tys. mieszkańców.